# کشتی بیمارستانی (مجموعه تلویزیونی)
کشتی بیمارستانی (کره‌ای: 병원선) یک مجموعه محصول تلویزیونی کره جنوبی سال ۲۰۱۷ به کارگردانی پارک جه بوم و نویسندگی یون سون جو و با بازی ها جی وون و کانگ مین هیوک است. این مجموعه از ۳۰ اوت تا ۲ نوامبر ۲۰۱۷، روزهای چهارشنبه و پنجشنبه ساعت ۲۲:۰۰ (کی‌اس‌تی) از ام‌بی‌سی پخش شد.

## بازیگران

### اصلی
- ها جی وون در نقش سونگ‌اون جه[۷]
- کانگ مین هیوک در نقش کواک هیون[۸]
- لی سو وون در نقش کیم جه گول[۹]
  - چوی سونگ هون در نقش جوانی جه گول
- کیم این شیک در نقش چا جون یونگ